# Papara (Polinesia Francesa)
Papara es una comuna francesa situada en la subdivisión de Islas de Barlovento, que forma parte de la colectividad de ultramar de Polinesia Francesa.

## Composición
La comuna comprende una fracción de la isla de Tahití

## Demografía
| Gráfica de evolución demográfica de Papara entre 1971 y 2012 |
|                                                              |

Fuente: Insee